# Barnegöl (Locknevi socken, Småland)
Barnegöl är en sjö i Vimmerby kommun i Småland och ingår i Botorpsströmmens huvudavrinningsområde.